# Смеречник вогнистий
Смеречник вогнистий (Carpodacus sipahi) — вид горобцеподібних птахів родини в'юркових (Fringillidae). Мешкає в Гімалаях і Південно-Східній Азії. Раніше цей вид відносили до монотипового роду Вогнистий смеречник (Haematospiza), однак за результатами молекулярно-філогенетичного дослідження був переведений до роду Чечевиця (Carpodacus).

## Опис

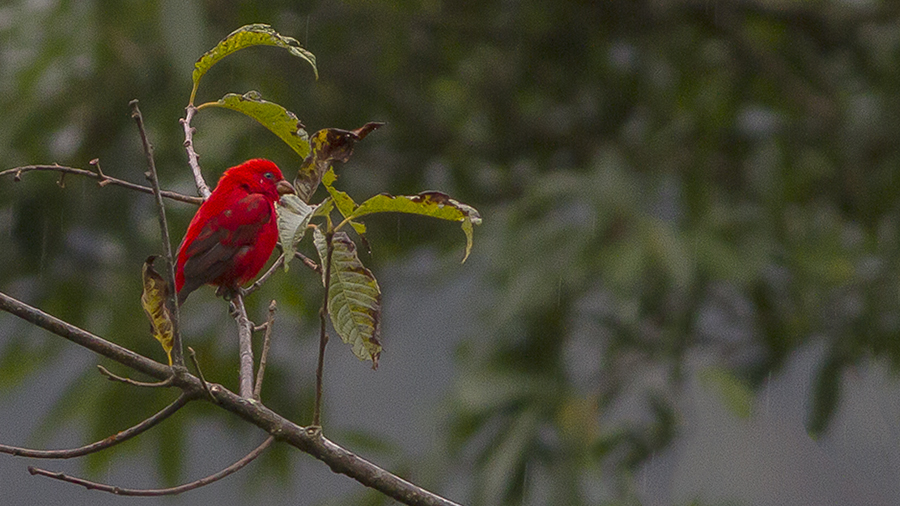
Самець вогнистого смеречника (Національний парк Канченджанґа, Сіккім, Індія)

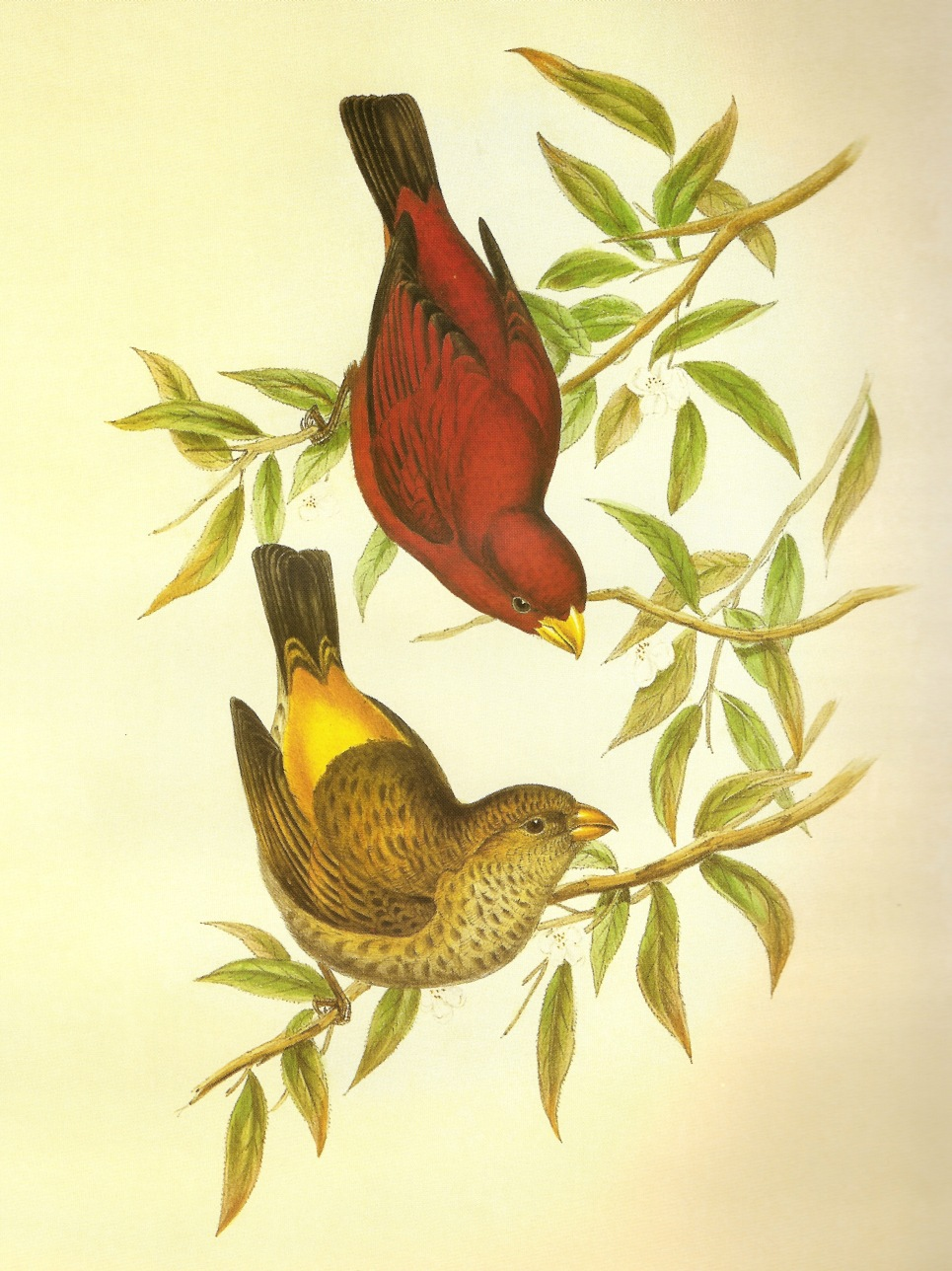
Пара вогнистих смеречників

Довжина птаха становить 18-19 см, вага 38-42,5 г. Довжина крила у самців становить 98-108 мм, у самиць 95-103 мм, довжина хвоста у самців 59-70 мм, у самиць 55-66 мм, довжина дзьоба 16-20 мм. Виду притаманний яскраво виражений статевий диморфізм. 
Самці мають майже повністю яскраво-червоне забарвлення, лоб і обличчя у них дещо більш коричневі, пера на зузці біля очнови темні. Махові пера темно-коричневі або чорні з яскраво-червоними краями. Хвіст відносно короткий, прямий, чорнуватий або чорний з блідо-червоними краями. Очі карі. Дзьоб відносно великий, міцний, зверху бурувато-рожевий, знизу жовтувато-роговий, лапи коричнево-рожеві.
У самиць верхня частина голови і спина оливкові або жовтувато-зелені, центральна частина пер на них більш темні, через що тім'я і спина здаються плямискими або поцятковані лускоподібними плямками. Надхвістя яскраво-жовте, покривні пера хвоста оливкові з блідо-жовтими краями і кінчиками. Підборіддя і горло плямисті, сірі з жовтувато-зеленим відтінком. Нижня частина тіла сіра, здається плямистою через темну центральну частину і білувату основу пір'їн. Стегна буруваті, гузка білувата. Пера на крилах і хвісті тьмяно-коричневі з оливково-зеленими або оливково-коричневими краями.
Забарвленням молодих птахів є подібним до забарвлення самиць. В перший рік життя у самців з'вляються оранжево-червоні елементи в оперенні надхвістя, тімені, грудей і на краях великих пер. Найбільш яскраве забарвлення мають молоді самці, тому що у дорослих самців з віком інтенсивність забарвлення зменшується.

## Поширення і екологія
Вогнисті смеречники гніздяться в Уттаракханді, Непалі, Сіккімі, Бутані, Північно-Східній Індії, південно-східному Тибеті, південному Юньнані, західній і південно-східній М'янмі. Взимку частина популяції мігрує в долини або на південь, досягаючи північно-західного Таїланду, північного Лаосу і північного В'єтнаму. Вогнисті смеречники живуть в гірських хвойних і листяних лісах, на висоті до 3355 м над рівнем моря. Віддають перевагу рідколіссям, узліссям і галявинам. В Непалі вони зустрічаються на висоті від 2135 до 3100 м над рівнем моря в травні і від 1220 до 2560 м над рівнем моря взимку. Вогнисті смеречники живуть поодинці або розрізненими зграйками до 30 птахів. Живляться насінням, бруньками, ягодами і дрібними безхребетнитми, шукають їжу як на землі, так і в чагарниках та на вершинах дерев. Сезон розмноження триває з травня по липень. Гніздо чашоподібне, робиться з гілочок, рослинних волокон, корінців і трави, встелюється шерстю та іншим м'яким матеріалом, розміщується на дереві, на висоті від 7 до 12 м над землею. Яйця сині, поцятковані коричневими або пурпуровими плямками.